# Das Duale System
Das Duale System (DDS) ist eine deutsche Hip-Hop-Gruppe aus Köln, bestehend aus dem Produzententeam DJ MC-CD-LP und iGadget, sowie verschiedenen, wechselnden Vokalartisten. Zum festen Repertoire gehören Tatwaffe und Def Benski Obiwahn (heute Die Firma) sowie der Pütz.

## Geschichte
Die erste 7-Zoll-Single beinhaltete schon den Titel Bonuss Wöhrschen, welcher als Gast Chicken George von den Rude Poets darbot. Die Patois-Kölsch-Nummer ist eine Anekdote eines Tages in Köln. Die Single selbst beinhaltet vier Stücke, u. a. das Bonuss-Wöhrschen-Original „Pump mich op“, und bringt es auf eine Gesamtlaufzeit von 22 Minuten bei 45 rpm. 
Das erste und einzige Album Land in Sicht von 1997 feierte die Plattenkritik sinngemäß als Rettung des deutschen HipHop und „gut, von vorne bis hinten“.

## Diskografie

### Alben
- 1997: Das Duale System: Land in Sicht (KölnMassive / Indigo) LP/CD

### Singles
- 1993: Das Duale System: Das Duale System (KölnMassive / Eigenvertrieb) 7″ Vinyl (inkl. Bonuss Wöhrschen)
- 1998: Das Duale System: Gipfeltreffen (KölnMassive / Indigo) 12″-Maxi-CD